# تپه قلعه مروان کندوله
تپه قلعه مروان کندوله مربوط به سده‌های اولیه و میانه دوران‌های تاریخی پس از اسلام است و در شهرستان صحنه، بخش دینور، روستای اشرف آباد کندوله واقع شده و این اثر در تاریخ ۱۸ خرداد ۱۳۸۴ با شمارهٔ ثبت ۱۱۸۴۷ به‌عنوان یکی از آثار ملی ایران به ثبت رسیده است.